# حم لامع
الحَمّ اللامع أو حميمة (باللاتينية: Moricandia nitens) نوع نباتي يتبع جنس الحَمّ من الفصيلة الكرنبية.

## الموئل والانتشار
موطن هذا النوع مصر وبلاد الشام والمغرب العربي.